# Böröcz András
Böröcz András (Budapest, 1956. január 5. –) szobrász, performer, festő.

## Pályafutása
Böröcz András New Yorkban élő magyar művész. Szobrokat, multimédia-performanszokat, könyveket és grafikákat készít.
1956-ban született Budapesten. A budapesti Képző- és Iparművészeti Gimnáziumba járt 1970–1974 között, díszítőfestő szakra. Majd a Magyar Filmgyárban dolgozott háttérfestőként. 1975-től a Képzőművészeti Főiskola esti tagozatára járt, tanárai Klimó Károly és Nagy Gábor voltak. Kötelező katonai szolgálatot teljesített a főiskola előtt Kalocsán, ahol megismerkedett Roskó Gáborral. 1978 és 1982 között a főiskolán Sarkantyú Simon osztályába járt. Révész László évfolyamtársa volt. Tagja lett a Főiskolán az újonnan megalakult murális szaknak, ahol Klimó Károly és Balikó Gyula tanítottak. Ott készült a Négykezes című tükör intarzia, amin Révésszel közösen zongoráznak, miközben Roskó énekel. Ezekben az években tagja volt Erdély Miklós Fafej és InDiGo interdiszciplináris csoportjainak. Ezzel párhuzamosan Révész Lászlóval multimédia-performanszokat kezdtek el készíteni; együttműködésük 1977 és 1991 között tartott. A főiskola után kapott Derkovits-ösztöndíjat, mint festőművész. Szerepet kapott Erdély Miklós Tavaszi kivégzés című filmjében és dolgozott Erdély fotómozaik műhelyében.  Révésszel és Erdéllyel 1986-ban a New Yorki-i Saint Mark’s Church-ben bemutatták a Flea című performanszukat. 
Böröcz és Révész közös performanszainak fontos  nemzetközi állomásai: Toronto ( Mercer Union, 1984), Glasgow (Third Eye Centre, 1985),  Kassel (Documenta 8, 1987).  1986 óta él New Yorkban. 1995-ben a johannesburgi biennálén Magyarországot képviselte ceruzából készült szobraival. 1995-ben kötött házasságot Robbin Ami Silverberg művésszel, akivel gyakran kollaborálnak. 2002-ben testvérével, Böröcz Lászlóval megalapították a budapesti 2B nonprofit galériát. Waldsee című, a magyar Holokauszt évfordulójához kapcsolódó kiállítássorozatukat 2004-ben indították.  2003-ban megalapította az Alma on Dobbin Inc. nonprofit intézményt Brooklynban. A szervezet kulturális kapcsolatokat támogat New York és Budapest között. Új performanszsorozata a Holokauszt 80. évfordulójához kapcsolódó Zajkeltő Vagon című projektje, egy fából készített “zajkeltő” kinetikus mozgó szobor. A vagon Brooklynban készült, majd a budapesti CEU épületébe került, hogy onnan induljon útnak különbőző eseményekhez kötődően.
Az évek során New Yorkban a Tibor de Nagy, az Adam Baumgold Fine Art-tal valamint a  Pavel Zoubok kereskedelmi galériákkal állt kapcsolatban. Budapesten a Várfok Galéria képviselte, 2024-től pedig az Einspach Fine Art & Photography művésze. 2018-ban életmű kiállítása nyílt a Műcsarnokban. 2026 februárjában nyílik a Révész-Böröcz performanszok című retrospektív kiállítás a Magyar Nemzeti Galériában.

## Művészete
Böröcz András saját, személyes ikonográfiájával dolgozik melyek tárgyak formájában (ceruza, strucctojás, kesztyű, kaktusz, kémény, hordó stb.) térnek vissza rajzaiban, szobraiban és performanszaiban az emberi létállapotokat megjelenítve. Egyéni kifejezésmódja a humor és az általa választott ismerős anyagok segítségével kollektív tapasztalattá alakul.
A funkcióval és kulturális szimbólumokkal való játék, valamint a kortárs társadalomra jellemző formai jegyek eltúlzása során olyan műveket hoz létre, amelyek egyszerre tekinthetők önarcképeknek és egyúttal az „átlagember” portréjának. Ezek a munkák néha szeszélyesek és sajátosak, máskor pedig a kollektív kulturális igazságok és globális szimbólumok keresésének tipikus melléktermékeiként hatnak.
Böröcz számára a mozgás – akár tényleges, akár csak sejtetett – a benne rejlő esetlenséget és az emberi sebezhetőség visszhangját jelentő humort hordozza. Művei álomszerűek: a fikció és valóság, a múlt és jelen összeolvadása, az ismerős toposzok és a jelentések eltolódnak, keverednek egymással.  Az idő és az emlékezet mindvégig kulcsszerepet játszanak munkáiban. Szobrai gyakran a performanszok egyfajta összegzései, vagy épp fordítva: inspirációs kiindulási egy születő performansznak. 
Böröcz ceruza-munkái - melyeket több mint 30 éve kezdett el létrehozni – költői, gyakran abszurd és metaforikus nyelvet alkalmaznak, melyekben az utalások és gondolatok szervesen épülnek be a művek létrehozásának folyamatába és kompozíciójába. Az évek során a ceruza motívuma Böröcz védjegyévé vált.

## Performanszok
- 2025 • Zajkeltő Vagon CEU, (Budapest, H)
- 2024 • Zajkeltő Vagon az Úton (Berlin, Mauthausen, Terezin, Auswitz, CEU,  Újpest)
- 2023 • Palletták, Art Market (Budapest, H)
- 2022 • Zajforrás, 2B Galéria (Budapest, H) • We Demand Peace: Performance in Support of Ukraine TBSP Studios, (Brooklyn, USA) • Dióhéjban, Art Market (Budapest, H), TBSP Studios (Brooklyn, USA)
- 2021 •  Újházi Péter: Élőszőnyeg megnyitó, Műcsarnok  (Budapest, H)  •  Dióhéjban, Art Market (Budapest, H), Art Market (Budapest, H)
- 2020 • Nutcracker Fantasies, Radiator Gallery (Long Island City, USA)
- 2019 • Homage to Malevich & El Lissitzky • A New  Roll of the Dice, Art Market (Budapest, H) • Destructive/Indestructive Objects, Műcsarnok/Kunsthalle (Budapest, HU)
- 2018 • Acoustic Drawings, Műcsarnok/Kunsthalle (Budapest, HU) • The Roll of the Dice 2., 2B Gallery (Budapest, H) Tremor. Mill Manual 2., Wende Museum (Los Angeles, California, USA)
- 2017 • Kockajáték, 2B Galéria (Budapest, H) • The Roll of the Dice 1., Radiator Gallery (NYC, USA) • Tremor, Mill Manual 1., Center for Book Arts (NYC, USA)
- 2016 • Telehor 5., The School of the Art Institute (Chicago, USA) • Greenpoint 1. Leitz Fuchs, Pavel Zoubok Gallery (NYC, USA) • Telehor 5. Paper Clips, Alma Gallery (NYC, USA) • Greenpoint 2., Art Market (Budapest, H)
- 2015 • Haydan 2., Art Market (Budapest, H)
- 2014 • 11 Grapefruits 3., Radiator Gallery (New York, USA) • Sleeping Muse, Radiator Gallery (New York, USA) • Alvó múzsa / Sleeping Muse, Art Market (Budapest, H)
- 2013 • 11 Grapefruits 1., Radiator Gallery (NYC, USA) • 11 Grapefruits 2., FUGA Budapesti Építészeti Központ / Budapest Center of Architecture (Budapest, H) • Telehor 1., Magyar Képzőművészeti Egyetem / The Hungarian University of Fine Arts (Budapest, H) • Telehor 2., Pavel Zoubok Gallery (NYC, USA) • Telehor 3., Art Market (Budapest, H) • Telehor 4., Pavel Zoubok Gallery (NYC, USA)
- 2012 • Kanari In The Coal Mine 1., Radiator Gallery (NYC, USA) • Kanári a szénbányában / Kanari In The Coal Mine 2., Deák Erika Galéria (Budapest, H) • Hordók szabadságon / Barrels on Holiday, Vylyan Pincészet / Vylyan Winery (Villány, H)
- 2011 • Tóramutatók / Yads, Szent István Király Múzeum / King St. Stephen Museum (Székesfehérvár, H)
- 2009 • Bread Heads 1., Urban Art, Williamsburg (Brooklyn, USA) • Kenyérfej történet / Bread Heads 2., Petőfi Irodalmi Múzeum / Petőfi Literary Museum (Budapest, H) • Révész László Lászlóval /  with László László Révész
- 1988 • Black Hole – The Banff Center (Banff, CA) with Nina Czeglédy
- 1992 • The Ball – Memphis College of Art (Memphis, USA) with Louise McCagg
- 1991 • Óbudai Társaskör Galéria (Budapest, H)
- 1990 • A computerrel / With The Computer, Ernst Múzeum (Budapest, H)
- 1989 • The Parrot I., Künstlerhaus, Dortmund (D) • The Parrot II., University of Uppsala (Uppsala, S)
- 1988 • Icarus I., Maryland Art Institute, Baltimore (USA) • Icarus II., Access, Ann Arbor, Michigan (USA)
- 1987 • Dawn 1., Dawn 2., Dawn 3., Dawn 4., Dokumenta 8. (Kassel, D) • Vázlat a Hajnal (Dawn) performanszhoz, Szemlőhegyi barlang (Budapest, H) • One Hour Aurora, Gas Station (NYC, USA) 1986 • Let There Be Dawn, Galerie Kampnagel (Hamburg, D) • Wintersonate, Kunstmuseum (Düsseldorf, D) • Daily Harbour, Spengler Museum (Hannover, D) • Herbstsonate, Ravensberger Spinnerei (Bielefeld, D) • Sommersonate, Moltkerei Werkstatt (Köln, D) • Carillon, Stollwerk (Köln, D) • Frühlings Sonate, Skulpturenmuseum Glaskasten (Marl, D) • Violet Ties, Aunella Gallery, Porvoo (SF); Old Student Haus (Helsinki, SF) • Flea I. • St, Mark’s Church (NYC, USA •  Flea III., Tarragon Theater (Toronto, CA) • Anger Hall, Ann Arbor (Michigan, USA)
- 1985 • Péter és a farkas, Műcsarnok (Budapest, H) • Szent György / St George, Galeria Sztuki (Poznan, PL) Nitty-Gritty I–IV., Third Eye Center (Glasgow, GB) Hanglemez, Városligeti Műjégpálya (Budapest, H) PI. • Brecht Theater, Ann Arbor (Michigan, USA)
- 1984 • A dinnyeárus fiúk szerelme, Kossuth Klub (Budapest, H) • Centaurs, Rivoli (Toronto, CA) • Boldogtalan Diana, Egyetemi Színpad (Budapest, H)

- 1983 • Max und Moritz, Egyetemi Színpad (Budapest, H) • Széf-asszonyok, Ernst Múzeum (Budapest, H) • Lek, Vajda Lajos Stúdió, Szentendre (H) • Othello, Fiatal Művészek Klubja (Budapest, H)
- 1982  • Gyufa, Egyetemi Színpad (Budapest, H),  • Jubileum, Szépművészeti Múzeum (Budapest, H)
- 1981 • Gömb. Einstein és Frankenstein, Egyetemi Színpad (Budapest, H)
- 1980 • A lóról, Magyar Iparművészeti Főiskola (Budapest, H)
- 1979 • Boríték, ELTE Eötvös Klub (Budapest, H) • Kemény és lágy, ELTE kollégium (Budapest, H) • Fészek, Vajda Lajos Stúdió (Szentendre, H)
- 1978 • Hal, Magyar Iparművészeti Főiskola (Budapest, H)

## Díjak/ösztöndíjak
- 1983–1986 • Derkovits-ösztöndíj
- 1984 • Visiting Artist Grant, Canada Council
- 1988 • The Banff Center of Fine Arts (CDN) ösztöndíja
- 1990 • Aim Program at the Bronx Museum, New York (USA)
- 1995 • Civitella Ranieri Center, Umbertide (I) ösztöndíja
- 2011 • Mozgó Világ, Az év kiállítása-díj.

## Egyéni kiállítások
- 1983 • Vajda Lajos Stúdió Galéria  [Révész Lászlóval], Szentendre
- 1984 • Magyar Építőművészek Szövetsége [Révész Lászlóval és Roskó Gáborral], Budapest • Mercer Union Gallery [Révész Lászlóval], Torontó (CDN) • Fiatal Művészek Klubja, Budapest
- 1985 • Stúdió Galéria [Roskó Gáborral], Budapest (kat.) • Sluzzer Gallery, Ann Arbor (USA) • Helikon Galéria, Budapest (kat.) • Magyar Kulturális Intézet, Helsinki (FIN)
- 1986 • Ariel Gallery [Németh Gézával és Révész Lászlóval], New York (USA) • Aunella G. [Révész Lászlóval], Porvoo (FIN) • Madison Gallery [Révész Lászlóval és Erdély Miklóssal], Torontó (CDN)
- 1988 • Acces Gallery, Ann Arbor (USA)
- 1991 • Right Bank Gallery, New York (USA) • PS 122 Gallery, New York (USA) • Szent István Király Múzeum, Székesfehérvár (kat.)
- 1992–1999 • Várfok 14 Galéria, Budapest
- 1992 • Óbudai Társaskör Galéria, Budapest • Delta Axis Contemporary Art Center, Memphis (USA)
- 1993 • Tojások, Művészetek Háza, Pécs • Tibor de Nagy Gallery, New York (USA)
- 1994 • Titok, Liget Galéria, Budapest • Nyelvlenyomó spatulák, Uitz Terem, Dunaújváros • Recent Sculptures, Tibor de Nagy Gallery, New York (USA)
- 1996 • Adam Baumgold Fine Art, New York (USA) • Akasztottak / The Hanged, Szépművészeti Múzeum, Budapest
- 1997 • Un Percée • New Yorkaise [R. Silverberggel és L. McCaggel], Musée le Chafaud, Percée (CDN) • Adam Baumgold Fine Art, New York (USA) • Múzeum Galéria, Pécs (kat.)
- 1998 • Adam Baumgold Fine Art, New York (USA) • Budapest Galéria, Budapest
- 2000–2004 • Adam Baumgold Fine Art, New York (USA)
- 2002 • Noisemakers I, Judea Museum, Phildelphia (USA)
- 2003 • Noisemakers II, Zsidó Múzeum, Budapest
- 2006 • Otthon édes otthon, N&N Galéria, Budapest • Purim, Janus Pannonius Múzeum, Pécs • Szent Sebestyén, 2B Galéria, Budapest
- 2009 • Petőfi Irodalmi Múzeum, Budapest
- 2010 • Yads, At Home Gallery, Somorin (SK)
- 2011 • Szent István Király Múzeum, Székesfehérvár
- 2012 • Janus Pannonius Múzeum, Pécs • Deák Erika Galéria, Budapest • Jó szerencsét [Gerber Pállal és Kicsiny Balázzsal], 2B Galéria, Budapest.

## Válogatott csoportos kiállítások
- 1978–1983 • 16 kiállítás az Indigó csoporttal, különböző helyszínek
- 1982–1985 • Stúdió-kiállítások
- 1983 • A táj, Pécsi Galéria, Pécs • Csont és bőr, Vajda Lajos Stúdió Galéria, Szentendre
- 1984 • Rajz, Pécsi Galéria, Pécs
- 1985 • Hanglemez, Városligeti Műjégpálya • 18 Artists from Hungary, Third Eye Centre, Glasgow (UK) • 4. Európai Grafikai Biennálé, Staatliche Kunsthalle, Baden-Baden (D)
- 1986 • Digitart, Szépművészeti Múzeum, Budapest • Idézőjelben, Csók István Képtár, Székesfehérvár (kat.)
- 1987 • Hét művész kiállítása, Ernst Múzeum, Budapest • Six Hungarian Artists, Sherover Theatre, Jeruzsálem (IL)
- 1988 • 4 Muskétás, RAM Galerie, Bécs (A) • Armature, Walter Phillips Gallery, Banff (CDN)
- 1989 • No Relief, 124 Ridge Street Gallery, New York (USA) • Kortárs magyar művészet, Künstlerhaus, Dortmund (D)
- 1990 • Aim program, The Bronx Museum, New York (USA) • I Wanna Know What Love Is, Outer Space, New York (USA) • Digitart, Ernst Múzeum, Budapest • Rajzok, Knoll Galéria, Budapest
- 1991 • Comission a Portrait, PS 122 Gallery, New York (USA)
- 1992 • Egg Art, Byrd Hassmann Group, New York (USA) • Summer Pleasures, Tibor de Nagy Gallery, New York (USA) • Selection from Aim Program, Donald Museum Kendall Sculpture Garden, New York (USA)
- 1993 • XIII. Országos Kisplasztikai Biennálé, Pécs • Könyvtárgyak, Stúdió Galéria, Budapest • Nemzetközi Grafikai Kiállítás, Masida City Museum, Tokió (J)
- 1994 • 80-as évek – Képzőművészet, Ernst Múzeum, Budapest • Az Indigó csoport, Artpool, Budapest • II. kortárs magyar epigonkiállítás, Kampnagelfabrik, Hamburg (D)
- 1995 • Oppose/Any/ Authority, Janus Avivson Gallery, London (UK) • Dobbin Books, Mills College, Oakland (USA) • Africus, Johannesburgi Biennálé, Johannesburg (ZA)
- 1996 • Art of the Matter, Great Hall Gallery, New York (USA)
- 1998 • FIAC, Párizs (F)
- 1999 • ARCO, Madrid (E)
- 2001 • Nemzetközi Szobrászati Triennálé, Murska Sobota Galéria (SLO)
- 2003 • What is Cooking, Abrons Művészeti Központ, New York (USA)
- 2004 • We Love our Customers, Magyar Konzulátusi Galéria, New York (USA)
- 2005 • Schwabische Museum, Ulm (D) • Waldsee – 1944, 2B Galéria, Budapest
- 2006 • Schwabische Museum, Ulm (D) • Waldsee – 1944, Collegium Hungaricum, Berlin (D) • Sculptors / Stalin, 2B Galéria, Budapest
- 2007 • Baudelaire, Petőfi Irodalmi Múzeum, Budapest
- 2008 • A magyar perofmanszművészet története, Ferenczy Múzeum, Szentendre • 2B Galéria, Budapest • Japan 2nd Generation, Tokió (J)
- 2009 • Random utterness 2, Magyar Intézet, New York (USA)
- 2010 • It is a wonderful 10th, Brooklyn Gallery, New York (USA)
- 2011 • …és a zsidók, Zsidó Múzeum, Budapest • Mesterek és tanítványok, Bartók 32 Galéria, Budapest • Ex libris, Adam Baumgold Gallery, New York (USA).

## Művek közgyűjteményekben
- Ampersand Foundation, Johannesburg (ZA)
- Boston Public Library Special Collections, Boston (USA)
- Cerritos Library Special Collections, Cerritos (USA)
- City College Public Art, New York (USA)
- Első Magyar Látványtár, Diszel
- Fővárosi Képtár, Budapest
- Janus Pannonius Múzeum, Pécs
- Jewish Museum, New York (USA)
- Ludwig Múzeum Kortárs Művészeti Múzeum, Budapest
- Magyar Nemzeti Galéria, Budapest
- MODEM, Debrecen
- Petőfi Irodalmi Múzeum, Budapest
- Sächlische Landesbibliothek Staats- und Universitätsbibliothek, Drezda (D)
- Szent István Király Múzeum, Székesfehérvár
- Szépművészeti Múzeum, Budapest
- Yale University Art of the Book Collection, New Haven (USA)
- Zsidó Múzeum, Budapest.